# فشار صدا

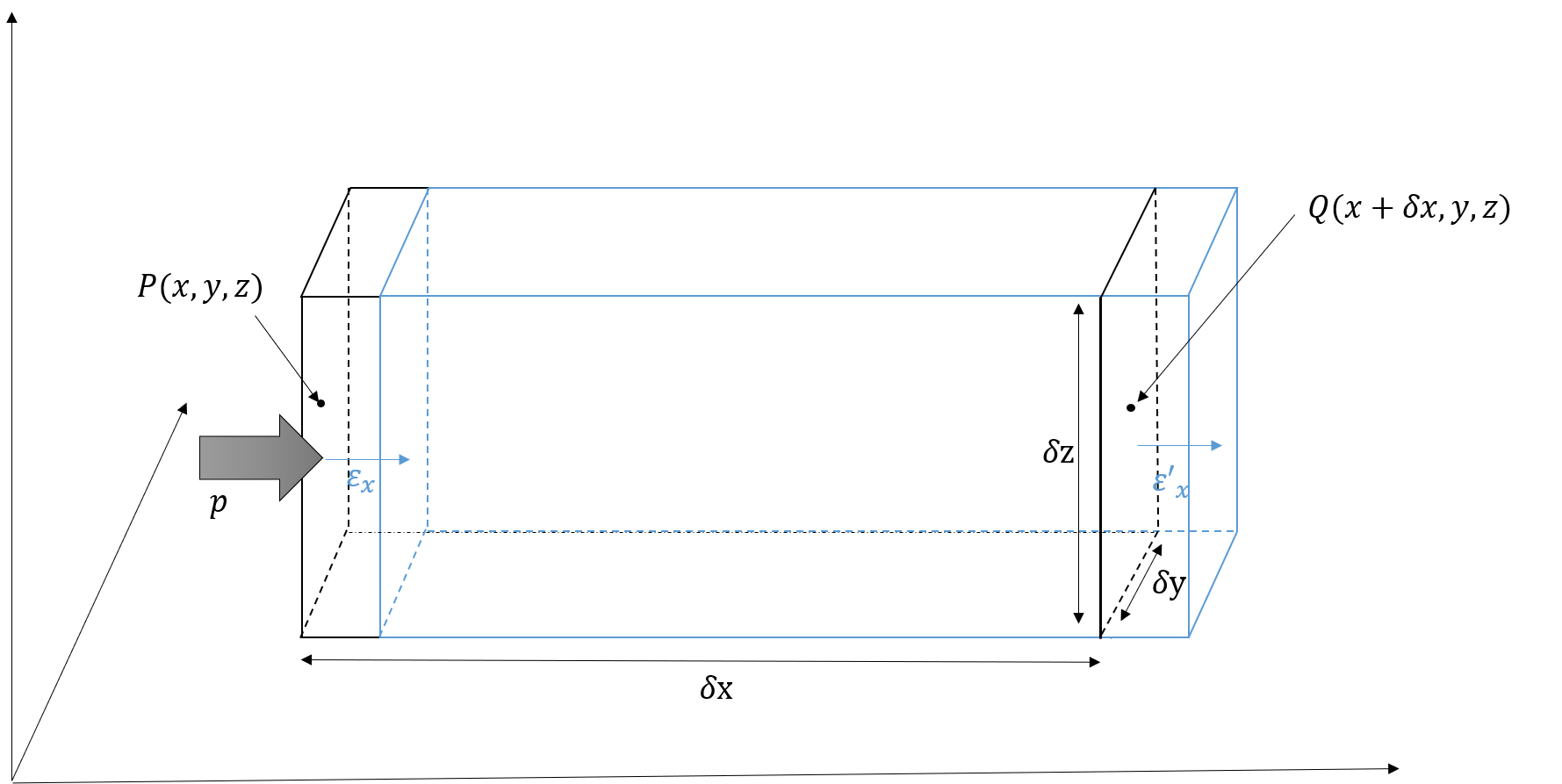
طرح‌وارهٔ نمودار جابجایی حجم دقیقه‌ای در اثر فشار صدا؛ شکل فوق، نشان می‌دهد که فشار صوت p در جهت x روی یک‌ذره در نقطه P اثر می‌گذارد و پس از δt ثانیه توسط εx به نقطه P' جابه‌جا می‌گردد و ذره‌ای در نقطه Q به نقطه Q' با ε'x جابه‌جا می‌شود.

فشار صدا (انگلیسی: Sound pressure) فشار صوت، یا فشار آکوستیک، به انحراف فشار محلی نسبت به فشار محیط اطراف اطلاق می‌شود، که توسط یک موج صوتی ایجاد شده باشد. برای اندازه‌گیری فشار صدا در هوا از میکروفون و جهت محاسبه میزان فشار صوت در آب، از هیدروفون استفاده می‌شود. واحد اندازه‌گیری فشار صدا در دستگاه بین‌المللی یکاها، پاسکال می‌باشد.